# Favières, Seine-et-Marne
Favières är en kommun i departementet Seine-et-Marne i regionen Île-de-France i norra Frankrike. Kommunen ligger i kantonen Tournan-en-Brie som tillhör arrondissementet Melun. År 2022 hade Favières 1 293 invånare.

## Befolkningsutveckling
Antalet invånare i kommunen Favières
| Referens: INSEE |